# Etiene Medeiros
Etiene Pires de Medeiros (Recife, 24 maggio 1991) è una nuotatrice brasiliana.

## Carriera
Specializzata nel dorso, ha vinto il titolo mondiale sulla distanza dei 50 metri sia in vasca lunga (Budapest 2017) che in vasca corta (Doha 2014 e Windsor 2016). Con il successo è del 2017 è divenuta la prima nuotatrice brasiliana a detenere il titolo mondiale in almeno una disciplina sia ai campionati mondiali in vasca corta che in vasca lunga e ai giochi panamericani.

## Palmarès
- Mondiali

Kazan 2015: argento nei 50m dorso.
Budapest 2017: oro nei 50m dorso.
Gwangju 2019: argento nei 50m dorso.
- Mondiali in vasca corta:

Doha 2014: oro nei 50m dorso, nella 4x50m misti mista e bronzo nella 4x50m sl mista.
Windsor 2016: oro nei 50m dorso e argento nella 4x50m misti mista.
Hangzhou 2018: bronzo nei 50m sl.
- Giochi sudamericani

Santiago del Cile 2014: oro nella 4x100m misti, argento nei 100m dorso e bronzo nei 100m farfalla.
- Giochi panamericani

Toronto 2015: oro nei 100m dorso, argento nei 50m sl, bronzo nella 4x100m sl e nella 4x100m misti.
Lima 2019: oro nei 50m sl, argento nella 4x100m sl e nella 4x100m sl mista, bronzo nei 100m dorso e nella 4x100m misti.
- Mondiali giovanili

Monterrey 2008: argento nei 50m dorso.